# كين ليمان (لاعب كرة قاعدة)
كين ليمان (بالإنجليزية: Ken Lehman) هو لاعب كرة قاعدة أمريكي، ولد في 10 يونيو 1928 في سياتل في الولايات المتحدة، وتوفي في 4 ديسمبر 2010 في سيدرو-والي في الولايات المتحدة.

## وصلات خارجية
- كين ليمان على موقع دوري كرة القاعدة الرئيسي (الإنجليزية)
- كين ليمان على موقعبيزبول رفرنس.كوم (الدوري الرئيسي) (الإنجليزية)
- كين ليمان على موقعبيزبول رفرنس.كوم (الدوري الثانوي) (الإنجليزية)